# Salangana de niu negre
La salangana de niu negre (Aerodramus maximus) és una espècie d'ocell de la família dels apòdids (Apodidae) que habita zones obertes, costes i ciutats, criant en coves de la Península Malaia, Sumatra, Borneo i Java.